# Гамільтон-Сквер (Нью-Джерсі)
Гамільтон-Сквер (англ. Hamilton Square) — переписна місцевість (CDP) в США, в окрузі Мерсер штату Нью-Джерсі. Населення — 12 679 осіб (2020).

## Географія
Гамільтон-Сквер розташований за координатами 40°13′30″ пн. ш. 74°39′2″ зх. д. / 40.22500° пн. ш. 74.65056° зх. д. (40.225029, -74.650480).  За даними Бюро перепису населення США в 2010 році переписна місцевість мала площу 11,31 км², з яких 11,25 км² — суходіл та 0,06 км² — водойми.

## Демографія
Згідно з переписом 2010 року, у переписній місцевості мешкали 12 784 особи в 4532 домогосподарствах у складі 3704 родин. Густота населення становила 1130 осіб/км².  Було 4618 помешкань (408/км²).
Расовий склад населення:
| - 92,8 % — білих - 3,6 % — азіатів - 1,7 % — чорних або афроамериканців - 0,1 % — корінних американців |

До двох чи більше рас належало 1,2 %. Частка іспаномовних становила 3,8 % від усіх жителів.
За віковим діапазоном населення розподілялося таким чином: 22,2 % — особи молодші 18 років, 62,2 % — особи у віці 18—64 років, 15,6 % — особи у віці 65 років та старші. Медіана віку мешканця становила 44,1 року. На 100 осіб жіночої статі у переписній місцевості припадало 93,6 чоловіків;  на 100 жінок у віці від 18 років та старших — 89,6 чоловіків також старших 18 років.
Середній дохід на одне домашнє господарство  становив 120 737 доларів США (медіана — 107 051), а середній дохід на одну сім'ю — 133 206 доларів (медіана — 120 194). Медіана доходів становила 82 733 долари для чоловіків та 50 933 долари для жінок. За межею бідності перебувало 1,2 % осіб, у тому числі 1,8 % дітей у віці до 18 років та 1,6 % осіб у віці 65 років та старших.
Цивільне працевлаштоване населення становило 7422 особи. Основні галузі зайнятості: освіта, охорона здоров'я та соціальна допомога — 27,6 %, публічна адміністрація — 10,9 %, роздрібна торгівля — 9,3 %, виробництво — 9,1 %.